# (39378) 2101 P-L
2101 P-L (asteroide 39378) é um asteroide da cintura principal. Possui uma excentricidade de 0.10394540 e uma inclinação de 5.00400º.
Este asteroide foi descoberto no dia 24 de setembro de 1960 por Cornelis Johannes van Houten e Ingrid van Houten-Groeneveld e Tom Gehrels em Palomar.